# Gynopterus sexpunctatus
Gynopterus sexpunctatus is een keversoort uit de familie klopkevers (Ptinidae). De wetenschappelijke naam van de soort werd in 1789 gepubliceerd door Georg Wolfgang Franz Panzer.